# 淵上詩乃
淵上 詩乃（ふちがみ しの、10月20日 - ）は、群馬テレビの元アナウンサー。

## 来歴
東京都港区出身。東京女学館中学校・高等学校、恵泉女学園大学人文学部卒業。中学・高校時代にはバレーボールに、大学時代にはラクロスに熱中していた。大学ではラクロス部の主将を務めていた。
大学を卒業後、1996年に群馬テレビに入社し、同局のアナウンサーになる。群馬テレビがアナログ放送を行っていた頃には地上デジタル放送推進大使も務めていた。制作部所属のアナウンサーであったが、2015年春の人事異動で編成部所属のアナウンサーとなる。

## 担当番組
- J-POP[6]
- ビジネスジャーナル 経済彩々 → ビジネスジャーナル[6]
- オートレース中継[6]
- ぐんま21[7]
- あさいち・朝生・情報通[7]
- ひる生情報II[7]
- 熱血!スポーツMIX SPO-X[8]
- 鶴太郎のぐんま一番[8]
- ひるポチッ![9]
- ニュースジャスト930[9]